# Dauðaró
Dauðaró (transkribiert Daudaro, isländisch für Todesstille) ist eine 2021 debütierte Funeral-Doom-Band.

## Geschichte
Mit dem Album Af moldu er ég kominn debütierte Einar Sigurðsson am 25. September 2021 unter dem Bandnamen Dauðaró. Einar schien bei diesem gelobten Album nicht daran interessiert, Erwartungen zu erfüllen und variierte so innovativ die stereotypen Stilideen des Funeral Doom.
Noch im gleichen Jahr folgten mit Nýir heimar, Vonbrigði und Ákall að handan drei weitere Studioalben, mit denen er seine eigene Idee vom Genre fortsetzte. Mitunter wurde die Musik als gekonnte Umsetzung des Genres in der Gestaltung eines tonalen Grauens beurteilt. So erschienen 2022 und 2023 weiterhin jährlich neue Veröffentlichungen von Dauðaró und eine überarbeitete Version von Nýir heimar als erstes physische erhältliches Album über Aeternitas Tenebrarum Musicae Fundamentum (u. a. An Autumn for Crippled Children, Forgotten Woods, Joyless, Lustre und Lantlôs). In dieser neuen Variante wurde Nýir heimar als großartige Stilmischung gewertet und eine alptraumhafte Faszination zugesprochen. Neben der Fortführung der virtuellen Veröffentlichungen erschien im April 2024 das Album Eyðimörkin als physischer Release auf dem spanischen Label Way of the Hermit.

## Stil
Die Musik von Dauðaró ist auf Atmosphäre, „Melancholie und die schieren Weltschmerz“ ausgerichteter Funeral Doom unter dem Einfluss des Black Metal. Einar Sigurðsson kombiniert dabei „langsame, massiv verzerrte Gitarren, unerbittlich treibenden Bässe, herzschlagartige Trommeln und massives Growling“.
Düstere Klangcollagen in Anlehnung an den Dark Ambient ergänzen den schwereren und melodischen Funeral Doom. Der Gesang ist vornehmlich als Growling dargebracht, variiert gelegentlich jedoch zu einem hohen Schreien und Klargesang. Gitarrensoli und -leads werden als melodisch gespielte Elemente eingeworfen. Auch Blastbeats sind als Black-Metal-Anleihen kurz zu hören. Die Texte sind durchgehend auf Isländisch verfasst und bauen auf den Schriften von H. P. Lovecraft auf.

## Diskografie
- 2021: Af moldu er ég kominn (Album, Selbstverlag)
- 2021: Nýir heimar (Album, Selbstverlag)
- 2021: Vonbrigði (Album, Selbstverlag)
- 2021: Ákall að handan (Album, Selbstverlag)
- 2022: Eyðimörkin (Album, Selbstverlag)
- 2022: Myrkraverkfræði (Album, Selbstverlag)
- 2022: Heilagur andi (Demo, Selbstverlag)
- 2023: Nýir heimar (Album, Aeternitas Tenebrarum Musicae Fundamentum)
- 2023: Hundrað þúsund þrælar – Part I: Með blóði þúsund þræla (EP, Selbstverlag)
- 2023: Hundrað þúsund þrælar – Part II: Eilíf ánauð (EP, Selbstverlag)
- 2023: Hundrað þúsund þrælar – Part II: Harmur keisarans (EP, Selbstverlag)
- 2023: Tíminn (Album, Selbstverlag)
- 2024: Eyðimörkin (Album, The Way of the Hermit)